# Houlle
Houlle (Nederlands: Heul) is een gemeente in het Franse departement Pas-de-Calais (regio Hauts-de-France). De plaats maakt deel uit van het arrondissement Sint-Omaars. Houlle telde op 1 januari 2022 1.131 inwoners.
Op een Mercatorkaart uit de 16e eeuw staat het dorp aangegeven als Heul.

## Geografie
De oppervlakte van Houlle bedroeg op 1 januari 2022 6,52 vierkante kilometer; de bevolkingsdichtheid was toen 173,5 inwoners per km².

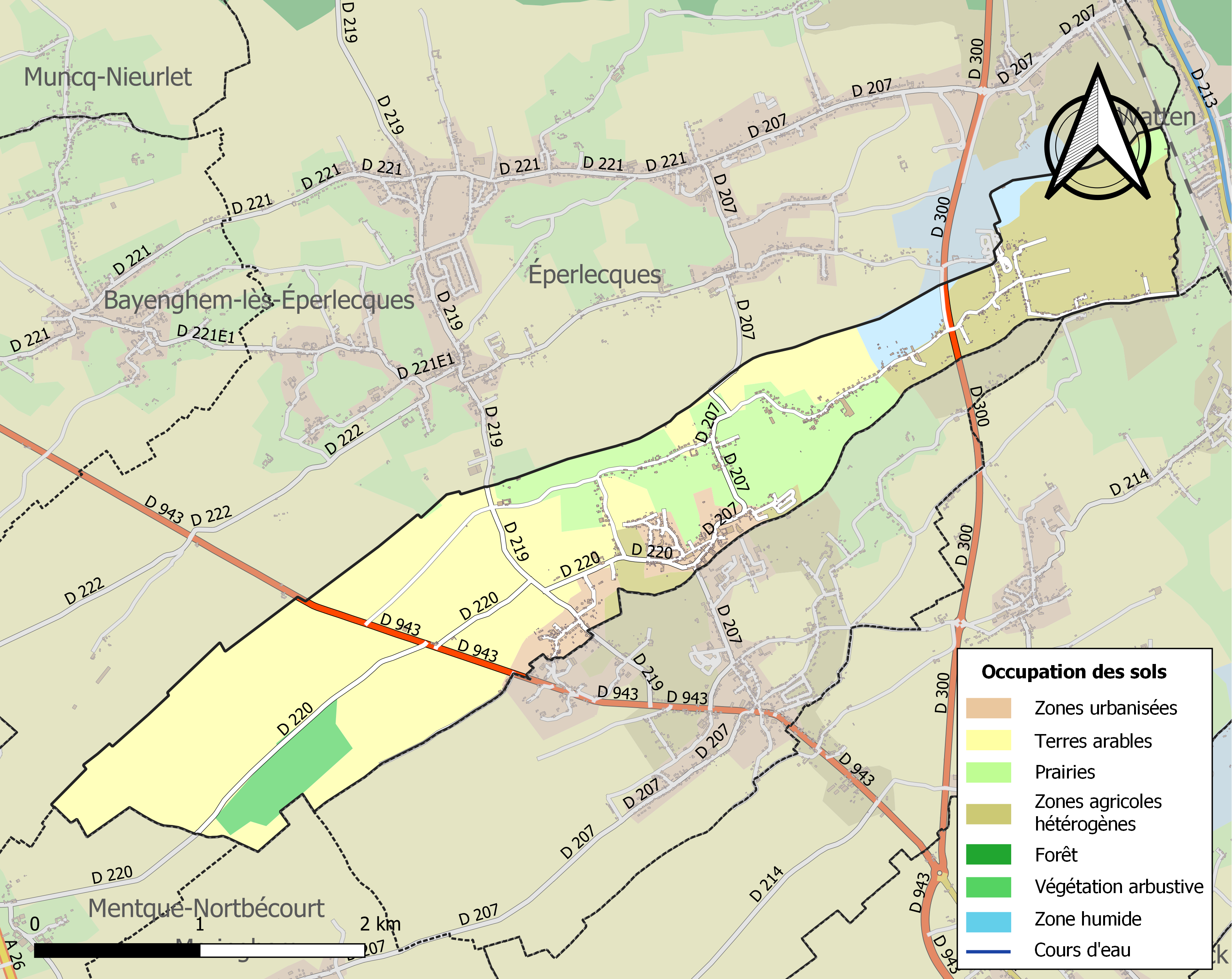
Kaart van de gemeente met belangrijkste infrastructuur, bodemgebruik en omliggende gemeenten

## Demografie
Onderstaande figuur toont het verloop van het inwonertal (bron: INSEE-tellingen).